# لوری بلوین
لوری بلوین (انگلیسی: Laurie Blouin؛ زادهٔ ۷ آوریل ۱۹۹۶) ورزشکار اسنوبردسواری اهل کانادا است.
وی در مسابقات کشوری و بین‌المللی در مجموع برندهٔ ۳ مدال طلا، ۲ مدال نقره، ۱ مدال برنز شده‌است.